# Catàleg de varietats locals agràries de Catalunya
El Catàleg de varietats locals d'interès agrari de Catalunya pretén recopilar les varietats locals d'interès agrari de Catalunya per tal de tutelar el patrimoni fitogenètic i poder-lo conservar. Creat pel Decret 131/2012 és gestionat per la Subdirecció General d'Agricultura del Departament d'Agricultura, Ramaderia, Pesca i Alimentació (DARP) amb l'objectiu de contribuir a conservar, difondre, fomentar el conreu i la comercialització de les varietats locals de Catalunya. Van iniciar-se les inscripcions el desembre del 2013.

## Varietat local d'interès agrari de Catalunya
S'entén per varietat local d'interès agrari de Catalunya el conjunt de poblacions o clons d'una espècie vegetal adaptades de manera natural a les condicions ambientals d'una zona determinada associada generalment a un sistema de conreu tradicional. També es coneixen com a varietats tradicionals.

## Criteris d'inscripció
El criteri per la inscripció d'una varietat agrària al catàleg és que el seu àmbit de cultiu sigui Catalunya amb una antiguitat de conreu a Catalunya, mínima de 50 anys. La Comissió de Varietats locals va acordar el 26/06/2014 que l'acreditació de l'antiguitat es podia fer de la següent forma:
- Acreditació bibliogràfica.
- Acreditació per un ens administratiu.
- Acreditació en Gastroteca.cat, Publicació del DARP Productes de la terra, Xarxa de productes de la Terra de la Diputació de Barcelona.
- Acreditació sobre la base del testimoni d'un mínim de tres agricultors.

## Banc de Llavors de varietats locals
L'abril del 2015 s'ha creat el Banc de Llavors de varietats locals d'interès agrari de Catalunya ubicat físicament a Lleida, a les instal·lacions del Laboratori de Llavors del DARP. S'hi conserven les llavors de les varietats locals d'interès agrari de Catalunya que han estat
inscrites al Catàleg de varietats locals d'interès agrari de Catalunya. Alhora també si poden conservar llavors de lliuraments espontanis per part d'agricultors.

## Varietats inscrites
La llista de les varietats inscrites al Catàleg de varietats locals d'interès agrari de Catalunya és:
- Ceba braguer de vaca
- Ceba gran i dolça
- Mongeta bitxo
- Mongeta Castellfollit del Boix
- Mongeta confit
- Mongeta fesol de Sant Jaume
- Tomàquet de penjar plana d'Albesa
- Tomàquet de la creu
- Ceba d'en Campeny morada
- Ceba sang de bou
- Mongeta carai
- Mongeta del Carme vermella
- Mongeta sastre
- Tomàquet bombeta gros
- Tomàquet meta de cabra

## Context mundial
La creació d'aquest catàleg i el posterior banc de llavors s'emmarca dins les directives mundials i europees per fer front a la pèrdua de diversitat agrícola i la consegüent pèrdua gradual de variabilitat genètica. A nivell mundial, les Nacions Unides han establert un Pla Estratègic Mundial per a la Biodiversitat (2011-2020). I a nivell europeu es desenvolupa mitjançant l'Estratègia Europea per a la Conservació de Plantes (ESPC 2008-2014).